# Julia Barth-Dworzynski
Julia Barth-Dworzynski (* 8. Juli 1995 in Hamburg-Bergedorf, geborene Barth) ist eine deutsche Politikerin der Sozialdemokratischen Partei Deutschlands (SPD).

## Leben
Barth-Dworzynski wuchs in Hamburg-Billstedt auf und besuchte in ihrer Schulzeit unter anderem die Stadtteilschule Öjendorf (ehemals Gesamtschule Öjendorf), die Wichern-Schule und absolvierte schlussendlich die Abiturprüfung an der Sankt-Ansgar-Schule. 
Sie studierte an der Leuphana Universität in Lüneburg Lehramt mit den Fächern Deutsch, Geographie und Sachunterricht. Im Zeitraum 2017 bis 2019 arbeitete sie für die Leuphana Universität in dem Projekt Zukunftszentrum Lehrerbildung (ZZL). Für selbige Universität war sie Tutorin für den Bereich Bildung für nachhaltige Entwicklung. Aktuell ist Barth-Dworzynski als Lehrerin im Vorbereitungsdienst an einer Hamburger Grundschule tätig.
Barth-Dworzynski war Stipendiatin der Friedrich-Ebert-Stiftung und im Jahr 2019 in Posen (Polen) an der Adam-Mickiewicz-Universität im Auslandssemester.
Im Jahr 2021 heiratete die Politikerin den Juristen David Dworzynski, welcher Mitglied der Bezirksversammlung Hamburg-Mitte ist.

## Politik
Barth-Dworzynski trat mit 15 Jahren der SPD bei. 2014 war sie die jüngste Kandidatin für die Bezirksversammlungswahl. Von 2019 bis 2021 war sie stellvertretende Vorsitzende der Jusos Hamburg. Als Vorsitzende der SPD Innenstadt ist sie zuständig für die Stadtteile Altstadt, Neustadt und HafenCity. Ihr gelang am 23. Februar 2020 bei der Bürgerschaftswahl in Hamburg 2020 der Einzug als Abgeordnete in die Hamburgische Bürgerschaft. Barth-Dworzynski ist Mitglied in den Ausschüssen Bildung, Verkehr und Mobilität wie Antidiskriminierung und Gleichstellung.
Zur 15. Legislatur des Studierendenparlamentes der Leuphana Universität Lüneburg wurde sie als ordentliches Mitglied gewählt.